# San Marcos La Laguna
San Marcos La Laguna är en kommunhuvudort i Guatemala.   Den ligger i departementet Departamento de Sololá, i den sydvästra delen av landet, 80 km väster om huvudstaden Guatemala City. San Marcos La Laguna ligger 1 556 meter över havet och antalet invånare är 2 681.
Terrängen runt San Marcos La Laguna är kuperad åt nordost, men åt sydväst är den bergig. San Marcos La Laguna ligger nere i en dal. Runt San Marcos La Laguna är det ganska tätbefolkat, med 214 invånare per kvadratkilometer. Närmaste större samhälle är Sololá, 10,9 km nordost om San Marcos La Laguna. I omgivningarna runt San Marcos La Laguna växer i huvudsak städsegrön lövskog.